# Arcus palmaris profundus

Gefäßbögen der linken Hand, Ansicht von palmar.

Im Arcus palmaris profundus („tiefer Hohlhandbogen“) ist ein Anastomosenbogen, der in der Tiefe der Mittelhand unmittelbar den Mittelhandknochen anliegt. Der tiefe Hohlhandbogen liegt unter den Beugesehnen der Finger. Hier vereinigen sich beim Menschen der vom Handrücken zur Hohlhand zurückkehrende Ast der Speichenarterie (Arteria radialis) und der Ast der Ellenarterie (Arteria ulnaris). Aus dem Arcus palmaris profundus entspringen die tiefen Mittelhandarterien (Arteriae metacarpales palmares), deren Anastomosen mit den oberflächlichen Mittelhandarterien (Arteriae digitales palmares communes), die Blutversorgung der Finger gewährleisten. 
Bei den Haustieren verbindet sich im Arcus palmaris profundus die Arteria radialis mit Ästen der Arteria interossea caudalis (Hund, Katze, Schwein), Arteria ulnaris (Hund, Katze), Arteria interossea cranialis (Wiederkäuer) oder Arteria mediana (Pferd).